# 金澤庸治
金澤 庸治（かなざわ ようじ、1900年（明治33年）3月15日-1982年（昭和58年）)は、日本の建築家、建築教育者。金沢庸治とも表記される。 

## 経歴
東京出身。1917年（大正6年）3月に京北実業学校中学校を卒業。1919年4月、東京美術学校図案科第二部予備科に入学（1923年5月に図案科第二部は建築科となる）、1924年3月、建築科の第1回生として卒業。同年、一年志願兵として近衛輜重兵大隊に入隊。1927年4月に東京美術学校の講師となり、1936年1月、助教授に就任、1946年3月に退職
建築設計も平行して手がけ、恩師である岡田信一郎の建築事務所のスタッフを務める。一説には、岡田が設計した黒田記念館（1928年）、明治生命館（1934年）の装飾を担当したとも言われる。

## 作品
- ユートピアの倶楽部（1924年）[5] -東京美術学校の卒業制作。曲線と曲面で構成された生物的造形の表現主義的な作品として知られる。
- 日西墨三国交通発祥記念之碑（1928年） - 千葉県夷隅郡御宿町岩和田にあるオベリスク型の記念碑。通称はメキシコ記念塔。
- 金澤家住宅（1930年竣工） - 文京区西片の住宅街にある。2階建和風住宅と大きな三角屋根のアトリエである洋館で構成されている。国の登録有形文化財(建造物)。
- 六角堂(1931年竣工) - 東京芸術大学構内の通称「奥の細道」と称される木立の中にある。平櫛田中作の岡倉天心像を安置する寄棟屋根の覆屋。
- 正木記念館（1935年竣工） - 東京芸術大学構内に陳列館（岡田信一郎設計）と並んで建っている。東京美術学校第5代校長正木直彦を記念して建設。建物は和風様式の鉄筋コンクリート造。2階は正木校長の希望で日本美術を陳列するため書院造の和室が設けられている。
- 若獅子の塔（1965年） - 静岡県富士宮市の陸軍少年戦車兵学校の跡地に戦没同窓生の慰霊・顕彰のために建てられた塔。「若獅子」は戦時中の少年戦車兵の愛称である。1984年（昭和59年）には、同地に若獅子神社が創建された。

## 著書
- 『建築製図』 (編集) 理工図書、1957年、